# 許仁豪

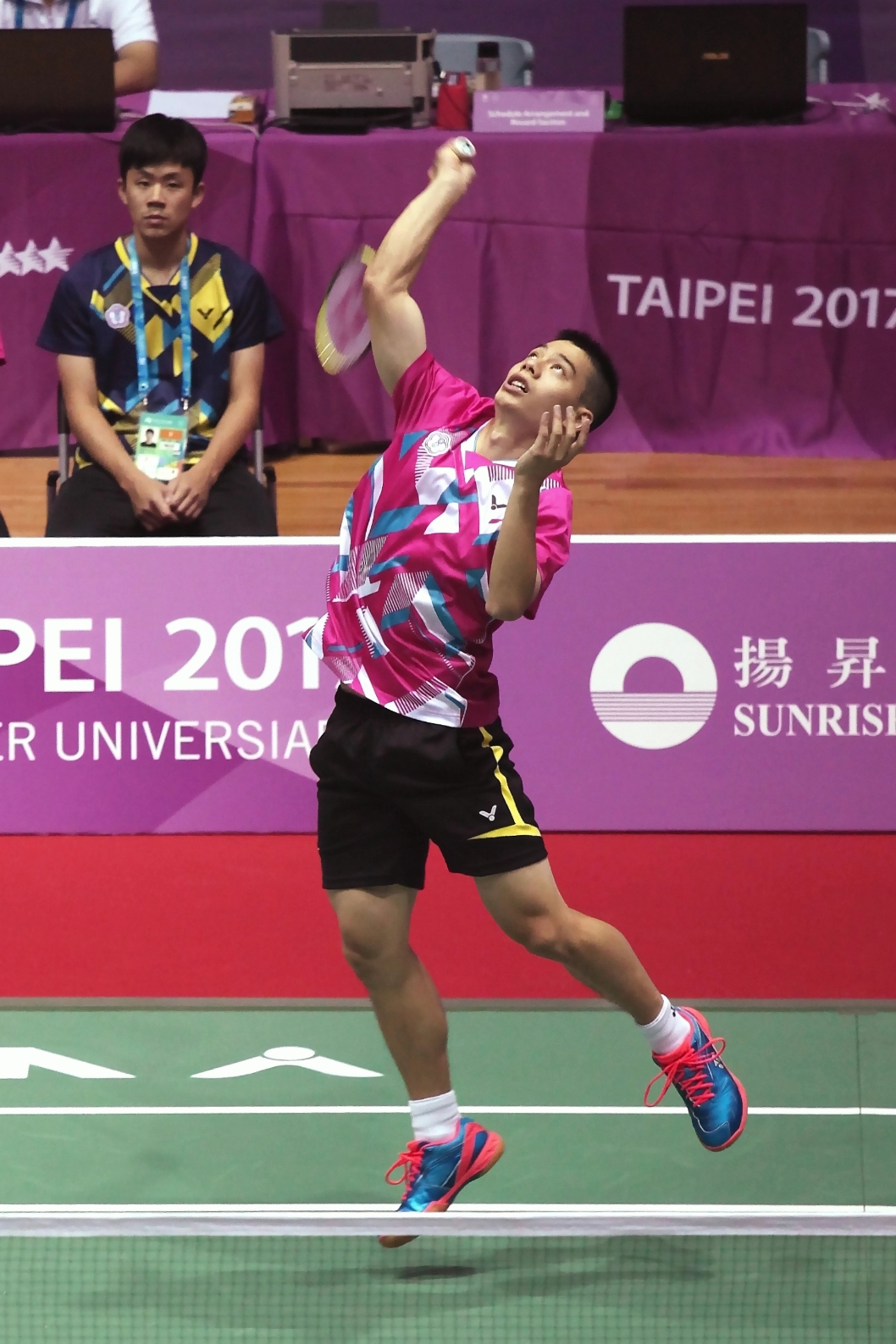
許仁豪於2017年夏季世界大學運動會羽球比賽

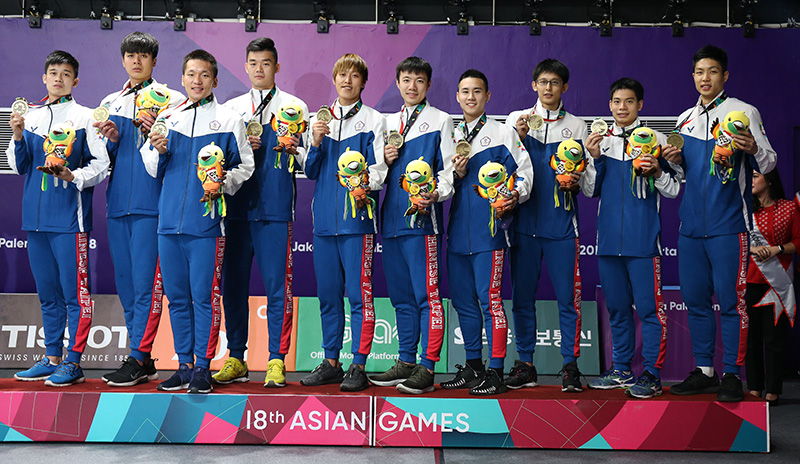
中華隊奪得2018年雅加達亞運男團銅牌。

許仁豪（1991年10月26日—），綽號許胖，台灣男子羽球運動員，曾經參加2012年倫敦奧運男單比賽，以及在2017年台北世大運獲得混合團體金牌，多次代表中華隊出戰重要國際賽事，2014年美國大獎賽男單冠軍是其生涯最佳個人成績，在國內曾四奪全國羽球排名賽男單冠軍。隸屬土地銀行羽球隊。現國立清華大學運動科學系講師。

## 個人生活
許仁豪小學時一開始是就讀桃園龜山的長庚國小，後受退役國手張文松邀請，轉學至台北市民權國小加入羽球隊，此後就讀臺北市立中山國民中學、能仁家商接受完整的訓練，於國中時取得中華民國羽球協會的甲組資格。高中畢業後就讀中國文化大學體育系，大二時轉學至台北市立大學球類運動學系，大學畢業後升讀同校的競技訓練研究所。
2019年2月，國立清華大學體育系改名為運動科學系，許仁豪同時獲聘為該系講師。
許仁豪因為愛吃麵包，而被隊友取了「許胖（麵包的台語）」的綽號。

## 職業生涯

### 初出茅廬
2009年2月，就讀能仁家商二年級的許仁豪在第一次全國羽球排名賽首輪，爆冷擊敗當時台灣的頭號男單、甫於北京奧運晉級男子單打八強的謝裕興而一戰成名。最終他於該屆賽事奪得男子單打第四名。同年10月，許仁豪在馬來西亞亞羅士打舉行的世界青年羽毛球錦標賽奪得男子單打季軍。同年12月，代表中華台北出戰東亞運動會，參加羽毛球比賽的男子團體項目，奪得銅牌。
2010年12月，許仁豪於高雄國際羽球挑戰賽奪得亞軍。隔年2月，許仁豪在奧地利國際挑戰賽男子單打決賽以2比0（21-15、21-12）擊敗烏克蘭選手，獲得生涯第一座國際賽冠軍。

### 2012年 爭取奧運門票
2011年5月起進入倫敦奧運積分週期，當時男子單打世界排名在許仁豪之前的還有謝裕興、薛軒億、周天成三人。至2012年4月底，許仁豪的世界排名來到第35位，尚須與排名在他之前的薛軒億（第33位）爭奪唯一的男單代表資格。同樣於4月底，許仁豪在印度超級賽，先後淘汰佐佐木翔、弗拉基米尔·伊万诺夫和汉斯-克里斯蒂安·维汀哈斯，搶進四強；最終不敵世界排名第一的李宗伟，追平謝裕興在2009年打入馬來西亞超級賽四強的紀錄，除了寫下生涯最佳成績，亦因此反超薛軒億的世界排名，取得奧運參賽資格。同年5月，許仁豪在第一次全國排名賽奪下生涯第一座排名賽冠軍。
2012年7月底，許仁豪代表中華台北出戰英國倫敦舉行的奥林匹克运动会羽毛球比賽男子單打項目，在小組賽階段先後負於俄羅斯的弗拉基米尔·伊万诺夫和韓國的孫完虎，兩戰全敗出局。在與孫完虎一戰中，許仁豪在比賽中為了救球而磨傷膝蓋，傷口流血，要由醫護人員進場為他包紮。
該年10月，許仁豪在第二次全國排名賽蟬聯男子單打冠軍

### 2013-2016年
2013年8月，許仁豪參加中國廣州舉行的世界羽毛球錦標賽，出戰男子單打項目，首圈以2比1逆轉印尼名將西蒙·桑托索晉級，在第二圈以0比2（9-21、7-21）不敵8號種子、同樣來自印尼的汤米·苏吉亚托，止步32強。9月初，許仁豪在中華台北公開賽8強賽事擊敗丹麥新秀維克托·阿薩爾森，最終不敵越南名將阮進明，止步四強。許仁豪於同年10月參加東亞運動會羽毛球比賽，最終奪得男子團體銅牌。年底時，他再於澳門公開賽晉級男子單打準決賽。
許仁豪在年初的第一次全國排名賽第三次奪冠，同時取得2014年仁川亞運會的代表隊培訓資格。2014年8月，許仁豪參加丹麥哥本哈根舉行的世界羽毛球錦標賽，在男子單打項目首圈以0比2（17-21、11-21）負於10號種子、丹麥的汉斯-克里斯蒂安·维汀哈斯出局。9月下旬，許仁豪代表中華台北參加亞洲運動會羽毛球比賽，在男子團體項目出戰第三點單打，助隊伍取得隊史最佳的銅牌成績。該年年底，許仁豪在美國大獎賽擊敗捷克的彼得·考卡爾奪冠，為其職業生涯級別最高的冠軍。
2015年7月，許仁豪代表中華台北（臺北市立大學）出戰國光州市舉行的世界大學生運動會羽毛球比賽，於準決賽不敵韓國選手孫完虎，贏得男子單打銅牌。同年8月，許仁豪參加印尼雅加達舉行的世界羽毛球錦標賽，出戰男子單打項目。他在首圈以2比0擊敗以色列選手米沙·西尔伯曼晉級，在第二圈以0比2（14-21、15-21）不敵3號種子、印度的斯里坎特·基达姆比出局，止步32強。
2016年里約奧運積分週期結束後，許仁豪確定無法參加該屆奧運。許仁豪在10月時於中華台北大師賽晉級四強，隔週出戰法國超級賽時首輪因李宗偉退賽而晉級，之後分別在十六強及八強先後淘汰隊友王子維及韓國的孫完虎，最終於準決賽以0比2（7-21、15-21）敗給中國新秀石宇奇，追平個人在超級賽的最佳成績。

### 2017年 世大運團體金牌
2017年8月，許仁豪晉級紐西蘭公開賽四強，以直落二不敵香港選手李卓耀。8月下旬，由於2017年台北世大運與2017年世界羽毛球錦標賽撞期，許仁豪與多位台灣選手為將獎牌留在台灣，而選擇放棄參加世錦賽。在羽毛球比賽混合團體項目中，許仁豪作為單打戰力助隊伍奪得隊史首面世大運團體金牌，而在之後的男雙及男單項目則相繼止步32強及8強。10月底，許仁豪晉級碧特博格公開賽決賽，最終因腰部傷勢不敵丹麥的拉斯穆斯·傑姆克。

### 2018年 首闖超級賽決賽
2018年1月，許仁豪在該年第一次全國羽球排名賽奪下個人生涯第四冠，亦因此獲得雅加達亞運培訓資格。同年7月，許仁豪參加賽事等級為超級500賽的新加坡公開賽，在準決賽以直落二（21-15、21-11）擊敗越南老將阮進明，首度闖入超級賽決賽，決賽時最終以0比2（21-13、21-13）不敵隊友周天成，寫下個人生涯最佳成績。8月，許仁豪以單打主力身分出戰亞運會羽毛球男子團體比賽，最終於準決賽不敵中國，獲得銅牌。
許仁豪在2019年被國立清華大學聘任為運動科學系講師後，目前已淡出國際賽場。

## 特點及評價
相較於男子單打中常見的「拉吊突擊」打法，身高約170公分的許仁豪由於身高及力量在男單中並不突出、移動步伐也不快，因而選擇以「防守反擊」為主要球路組織，透過變線防守及檔網平抽等待對手發生失誤再伺機而動，平時也加強控球及防守方面的訓練。與同期選手相比，許仁豪較快在青少年時期出頭，且21歲時即闖入超級賽四強。土地銀行羽球隊總教練李謀周曾評論許仁豪很上進，訓練也很刻苦。

## 主要比賽成績
只列出曾進入準決賽的國際賽事成績：
| 年份   | 賽事                     | 公開賽級別 | 項目     | 成績   |
| ------ | ------------------------ | ---------- | -------- | ------ |
| 2009年 | 芬蘭羽毛球公開賽         | 國際挑戰賽 | 男子單打 | 準決賽 |
| 2009年 | 世界青年羽毛球錦標賽     | 其他       | 男子單打 | 季軍   |
| 2010年 | 高雄羽球國際挑戰賽       | 國際挑戰賽 | 男子單打 | 亞軍   |
| 2011年 | 奧地利羽毛球國際挑戰賽   | 國際挑戰賽 | 男子單打 | 冠軍   |
| 2011年 | 斯洛文尼亞羽毛球國際賽   | 國際系列賽 | 男子單打 | 冠軍   |
| 2011年 | 西班牙羽毛球公開賽       | 國際挑戰賽 | 男子單打 | 準決賽 |
| 2011年 | 白夜羽毛球賽             | 國際挑戰賽 | 男子單打 | 冠軍   |
| 2011年 | 捷克羽毛球國際賽         | 國際挑戰賽 | 男子單打 | 準決賽 |
| 2012年 | 波蘭羽毛球國際賽         | 國際挑戰賽 | 男子單打 | 冠軍   |
| 2012年 | 印度羽毛球超級賽         | 超級賽     | 男子單打 | 準決賽 |
| 2013年 | 波蘭羽毛球公開賽         | 國際挑戰賽 | 男子單打 | 亞軍   |
| 2013年 | 紐西蘭羽毛球大獎賽       | 大獎賽     | 男子單打 | 準決賽 |
| 2013年 | 中華台北羽毛球黃金大獎賽 | 黃金大獎賽 | 男子單打 | 準決賽 |
| 2013年 | 東亞運動會羽毛球比賽     | 其他       | 男子團體 | 銅牌   |
| 2013年 | 澳門羽毛球黃金大獎賽     | 黃金大獎賽 | 男子單打 | 準決賽 |
| 2013年 | 孟加拉羽毛球國際挑戰賽   | 國際挑戰賽 | 男子單打 | 亞軍   |
| 2014年 | 伊朗羽毛球國際挑戰賽     | 國際挑戰賽 | 男子單打 | 準決賽 |
| 2014年 | 奧地利羽毛球國際挑戰賽   | 國際挑戰賽 | 男子單打 | 準決賽 |
| 2014年 | 紐西蘭羽毛球大獎賽       | 大獎賽     | 男子單打 | 亞軍   |
| 2014年 | 亞洲運動會羽毛球比賽     | 其他       | 男子團體 | 銅牌   |
| 2014年 | 美國羽毛球大獎賽         | 大獎賽     | 男子單打 | 冠軍   |
| 2015年 | 紐西蘭羽毛球黃金大獎賽   | 黃金大獎賽 | 男子單打 | 準決賽 |
| 2015年 | 世界大學運動會羽毛球比賽 | 其他       | 男子單打 | 銅牌   |
| 2015年 | 美國羽毛球大獎賽         | 大獎賽     | 男子單打 | 準決賽 |
| 2016年 | 中華台北羽球大師賽       | 大獎賽     | 男子單打 | 準決賽 |
| 2016年 | 法國羽毛球超級賽         | 超級賽     | 男子單打 | 準決賽 |
| 2017年 | 紐西蘭羽毛球黃金大獎賽   | 黃金大獎賽 | 男子單打 | 準決賽 |
| 2017年 | 世界大學運動會羽毛球比賽 | 其他       | 混合團體 | 金牌   |
| 2017年 | 碧特博格羽毛球黃金大獎賽 | 黃金大獎賽 | 男子單打 | 亞軍   |
| 2018年 | 新加坡羽毛球公開賽       | 超級500賽  | 男子單打 | 亞軍   |
| 2018年 | 亞洲運動會羽毛球比賽     | 其他       | 男子團體 | 銅牌   |
| 2018年 | 美國羽毛球國際挑戰賽     | 國際挑戰賽 | 男子單打 | 準決賽 |

| 2007-2017年 | 首要超級賽 | 超級賽 | 黃金大獎賽 | 大獎賽 | 國際挑戰賽 | 國際系列賽 | 未來系列賽 | 其他 |

| 2018-2026年 | 總決賽 | 超級1000賽 | 超級750賽 | 超級500賽 | 超級300賽 | 超級100賽 | 國際挑戰賽 | 國際系列賽 | 未來系列賽 | 其他 |

### 奧運會和世錦賽參賽紀錄
|          | 2012       | 2013 | 2014 | 2015 | 2016 | 2017 | 2018 |
| -------- | ---------- | ---- | ---- | ---- | ---- | ---- | ---- |
| 男子單打 | 小組第三名 | 32強 | 64強 | 32強 | －   | －   | 64強 |

## 主要對賽紀錄
許仁豪與主要對手的對賽成績如下（只列出對賽五次或以上對手，截至2019年5月22日）：
| 對手            | 對賽次數 | 對賽結果 | 對賽結果 | 總計 |
| 對手            | 對賽次數 | 勝       | 負       | 總計 |
| --------------- | -------- | -------- | -------- | ---- |
| 馬克·茨維布勒   | 10       | 3        | 7        | -4   |
| 孫完虎          | 8        | 2        | 6        | -4   |
| 田厚威          | 7        | 1        | 6        | -5   |
| 諶龍            | 7        | 1        | 6        | -5   |
| 安賽龍          | 7        | 1        | 6        | -5   |
| 卡夏普·帕魯帕利 | 6        | 1        | 5        | -4   |
| 李宗偉          | 5        | 0        | 5        | -5   |
| 杜鵬宇          | 5        | 0        | 5        | -5   |
| 其他選手        | 391      | 237      | 154      | +83  |
| 總計            | 446      | 246      | 200      | +46  |

## 外部連結
- 許仁豪的Facebook專頁